# Vistaire
Un vistaire és una persona que observa esportistes amb l'objectiu d'identificar talent, ja siguin jugadors joves o no, que puguin ser incorporats a l'equip per a qui treballa.
Combina l'ús d'eines informàtiques amb l'assistència a partits en directe. El vistaire treballa dia a dia, encara que els períodes de fitxatges solen estar limitats a gairebé tots els esports.
Ha de tenir una gran capacitat per poder predir la futura adaptació i evolució d'un jugador dins del seu equip. Ha de ser capaç de mantenir de banda la part emocional i prendre decisions que s'adeqüin a les necessitats del seu equip. També deu conèixer les actituds personals de l'esportista que observa.